# Palácio de Saint-Cloud

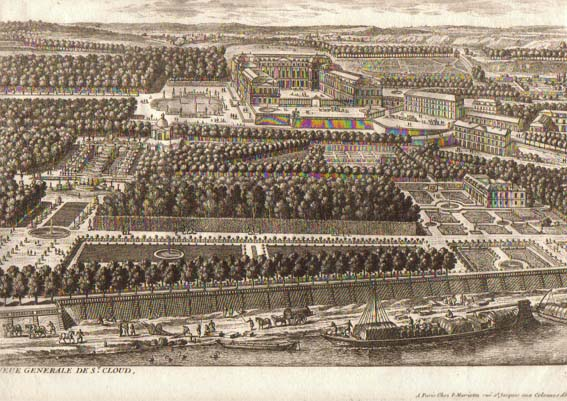
Vista geral do Castelo de Saint-Cloud.

O Castelo de Saint-Cloud foi um Palácio Real em França, construído num magnífico local com vista para o Sena na comuna de Saint-Cloud, Hauts-de-Seine, cerca de 10 km a Oeste de Paris. O Hôtel d'Aulnay, existente neste local, foi expandido até se transformar num château no século XVI, pelos Gondi, uma família de banqueiros. O palácio seria mais tarde aumentado por Filipe de França, Duque de Orleães no século XVII, e finalmente ampliado por Maria Antonieta na década de 1780. Depois de ser ocupado por Napoleão I e Napoleão III, o palácio foi destruído em 1870 por um incêndio, durante a Guerra franco-prussiana.
Actualmente, apenas alguns edifícios anexos e o seu parque de 460 hectares permanecem, constituindo o Domaine National de Saint-Cloud (Domínio Nacional de Saint-Cloud). O Pavillon de Breteuil (Pavilhão de Breteuil), no parque, tem acolhido a Conferência Geral de Pesos e Medidas, desde 1875.

## Século XVI: os Gondi
Os Gondi derivavam de uma família de banqueiros florentinos estabelecidos em Lyon nos primeiros anos do século XVI, os quais haviam chegado à Corte da França em 1543, na caravana de Catarina de Medici. Durante a década de 1570, a rainha ofereceu a Jérôme de Gondi uma residência em Saint-Cloud, o Hôtel d'Aulnay, o qual se tornaria o núcleo do palácio com uma ala em ângulo recto assente num terraço. A fachada principal virada a Sul, com uma ala que terminava num pavilhão, proporcionava uma bela vista sobre o Sena. Henrique III instalou-se, ele próprio, neste palácio, em ordem a conduzir o cerco a Paris durante as Guerras de Religião, e foi aqui assassinado pelo monge Jacques Clément.
Depois da morte de Jérôme de Gondi (1604), o palácio foi vendido em 1618 seu filho Jean-Baptiste II de Gondi a Jean de Bueil, Conde de Sancerre, que morreu pouco tempo depois. O palácio foi, então, comprado de volta por Jean-François de Gondi, Arcebispo de Paris. O embelezamento notável, levado a cabo por este religioso, inclui jardins idealizados por Thomas Francine. 
Depois da morte de Jean-François de Gondi, em 1654, o palácio foi herdado por Philippe-Emmanuel de Gondi e depois pelo seu sobrinho Henri de Gondi, Duque de Retz. O Duque de Retz vendeu a propriedade em 1655 a Barthélemy Hervart, um banqueiro de ascendência alemã que era intendant (intendente) e depois surintendant des finances (superintendente das finanças). Este alargou o parque para doze hectares e fez reconstruções consideráveis. Construiu, ainda, uma grande cascata (não a actual) no parque.
Detalhes do palácio e dos jardins de Saint-Cloud foram desenhados por Israel Silvestre e Adam Pérelle O palácio foi construído à l'italienne (à italiana), com um apartamento oculto no telhado e fachadas com afrescos. Os seus jardins descem em séries de terraços até ao Sena,e estão providos com todas as atracções então na moda em Itália: cascatas, grutas, fontes, etc. Deste conjunto subsiste o grande jacto.

## Século XVII: "Monsieur", Filipe, Duque de Orleães
No dia 8 de Outubro de 1658, Hevart organizou uma sumptuosa festa em Saint-Cloud em honra do jovem Luís XIV, do seu irmão, Filipe de França, Duque de Orleães, "Monsieur", de sua mãe Ana de Áustria e do Cardeal Mazarin. Duas semanas mais tarde, no dia 25 de Outubro, "Monsieur" comprou o palácio e os seus campos por 240.000 livres (antiga moeda francesa). Ao que parece, Mazarin apressou a venda, contribuindo para uma política de construção de uma rede de palácios Reais a Oeste de Paris, e salvou o excessivamente enriquecido Hervart do destino de Nicolas Fouquet, cuja festa no Château de Vaux-le-Vicomte precipitou a sua queda e aprisionamento.
Monsieur esteve envolvido em operações no Château de Saint-Cloud até à sua morte em 1701. Os trabalhos foram desenhados e construídos pelo seu arquitecto, Antoine Lepautre, que ergueu as alas em 1677. O palácio tal como foi reconstruído pelo Monsieur tomou a forma de um "U" aberto para Este, voltado para o Sena, com o palácio dos Gondi, o qual estava voltado para Sul, integrado na sua ala esquerda. Para as traseiras, um longo "laranjal" (espécie de estufa) forma uma ala que prolonga a ala direita do pátio. A avenida de entrada, delimitada por dependências, algumas das quais sobrevivem, chegava num ângulo desde a ponte. 
No interior, o apartamento da "Madame", Henrietta Anne Stuart na ala esquerda foi decorado por Jean Nocret em 1660, e a Galerie d'Apollon (Galeria de Apolo) com os seus 45 metros, que ocupava toda a ala direita, foi decorada com mitos de Apolo por Pierre Mignard (terminada em 1680). Em Outubro de 1677, cinco dias de festejos em honra de Luís XIV, inauguraram a nova decoração e demonstraram o esplendor doméstico do Monsieur. A Galeria era precedida e sucedida por um salão em cada extremo, uma medida a ser tomada no Palácio de Versalhes, onde Luís XIV vendo-se fracassado em matéria de galerias magnificentes, tanto pelo seu irmão neste Château de Saint-Cloud, como pela sua amante no Château de Clagny, preparou a construção da galeria de Versalhes em 1678. 
Depois da morte de Lepautre em 1679, a obra continuou pelo seu assistente executivo, Jean Girard, mais um mestre pedreiro que um arquitecto completo, e talvez por Thomas Gobert. Jules Hardouin-Mansart interveio próximo do final do século, desenhando a grande escadaria na ala esquerda à maneira da Escadaria dos Embaixadores de Versalhes.
Os jardins foram replaneados por André Le Nôtre, e o parque tomou as dimensões que mantém actualmente. A Grande Cascata, construída entre 1664 e 1665 por Antoine Lepautre, ainda sobrevive. O tanque e o canal mais baixo foram adicionados por Hardouin-Mansart em 1698.
Estima-se que ao longo destes anos se tenha gasto no Château de Saint-Cloud um total de 156.000 livres.

## Século XVIII: Duques de Orleães

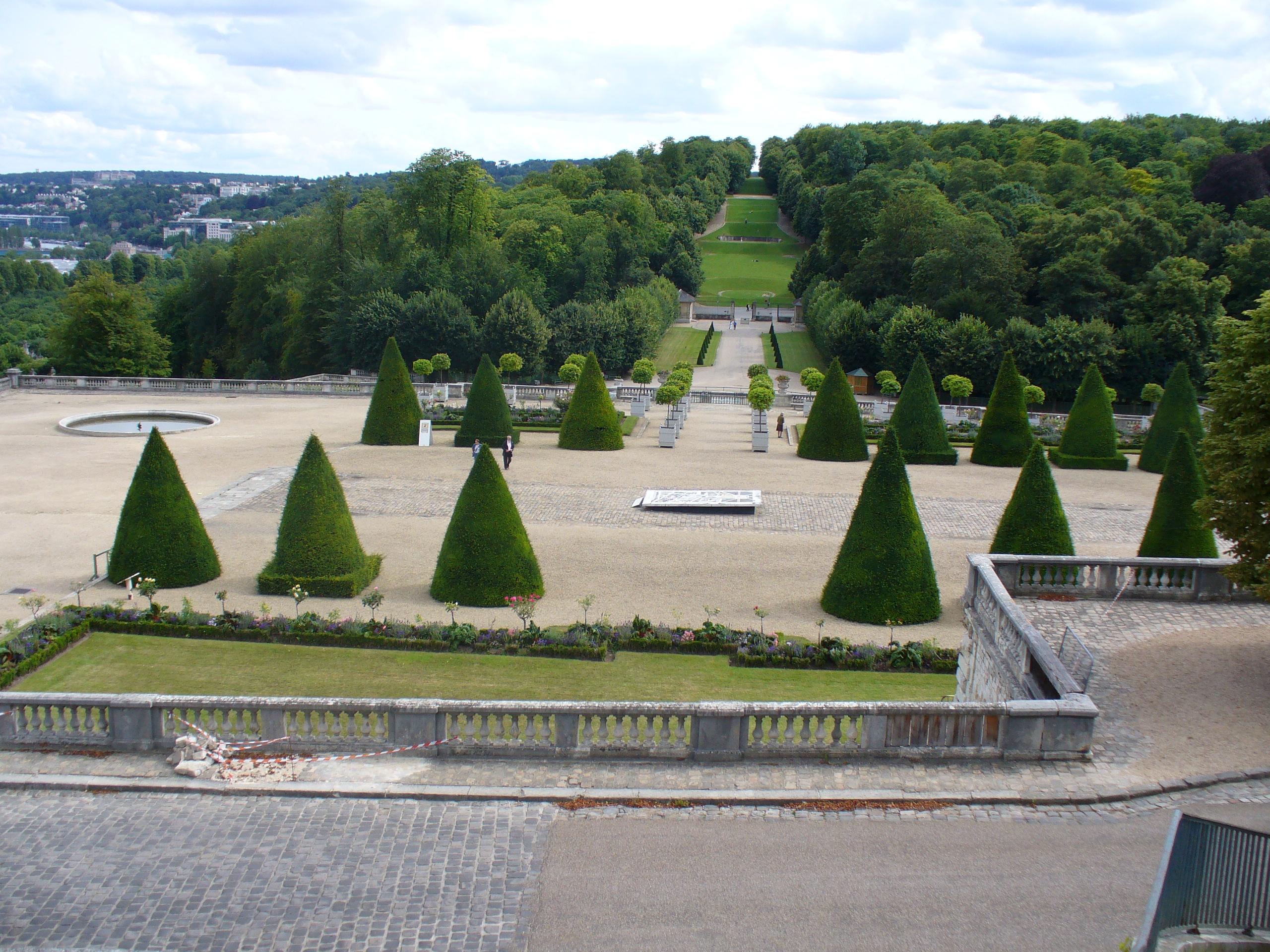
Jardins à italiana do Château de Saint-Cloud.

Saint Cloud foi passando na herança da família do Monsieur, os Duques de Orleães, e permaneceu nas suas mãos durante a maior parte do século XVIII.
Depois de negociações prolongadas, o Château de Saint-Cloud foi comprado em 1785 por Luís XVI para Maria Antonieta, que estava convencida que o ar de Saint-Cloud seriam bom para os seus filhos. O Duque d'Orleães, Luís Filipe, que não voltara a visitar o palácio desde o seu casamento morganático com a Madame de Montesson, foi induzido a partir por seis milhões de livres.
Maria Antonieta preparou-se para transformar Saint-Cloud em 1787-1788, contratando para o efeito o seu arquitecto preferido, Richard Mique, que ampliou o bloco principal e a metade adjacente da ala direita; reconstruiu a fachada do jardim. A escadaria de Hardouin-Mansart foi demolida a favor de uma nova escadaria em pedra que dava acesso aos apartamentos de estado. O palácio foi, de início, remobilado a partir do Garde Meuble (Guarda Móvel), com mobiliário recolhido de outras residências reais, mas pouco depois foi encomendada mobília para Saint-Cloud. Cadeiras douradas e cómodas marchetadas com bronze dourado ao rico gosto Luís XVI foram sendo entregues em Saint-Cloud, mesmo a tempo dos dias de abertura da Revolução Francesa. Em 1790, Saint-Cloud foi o cenário para a famosa entrevista entre Maria Antonieta e Mirabeau.

## Século XVIII e século XIX: Revolução e Império

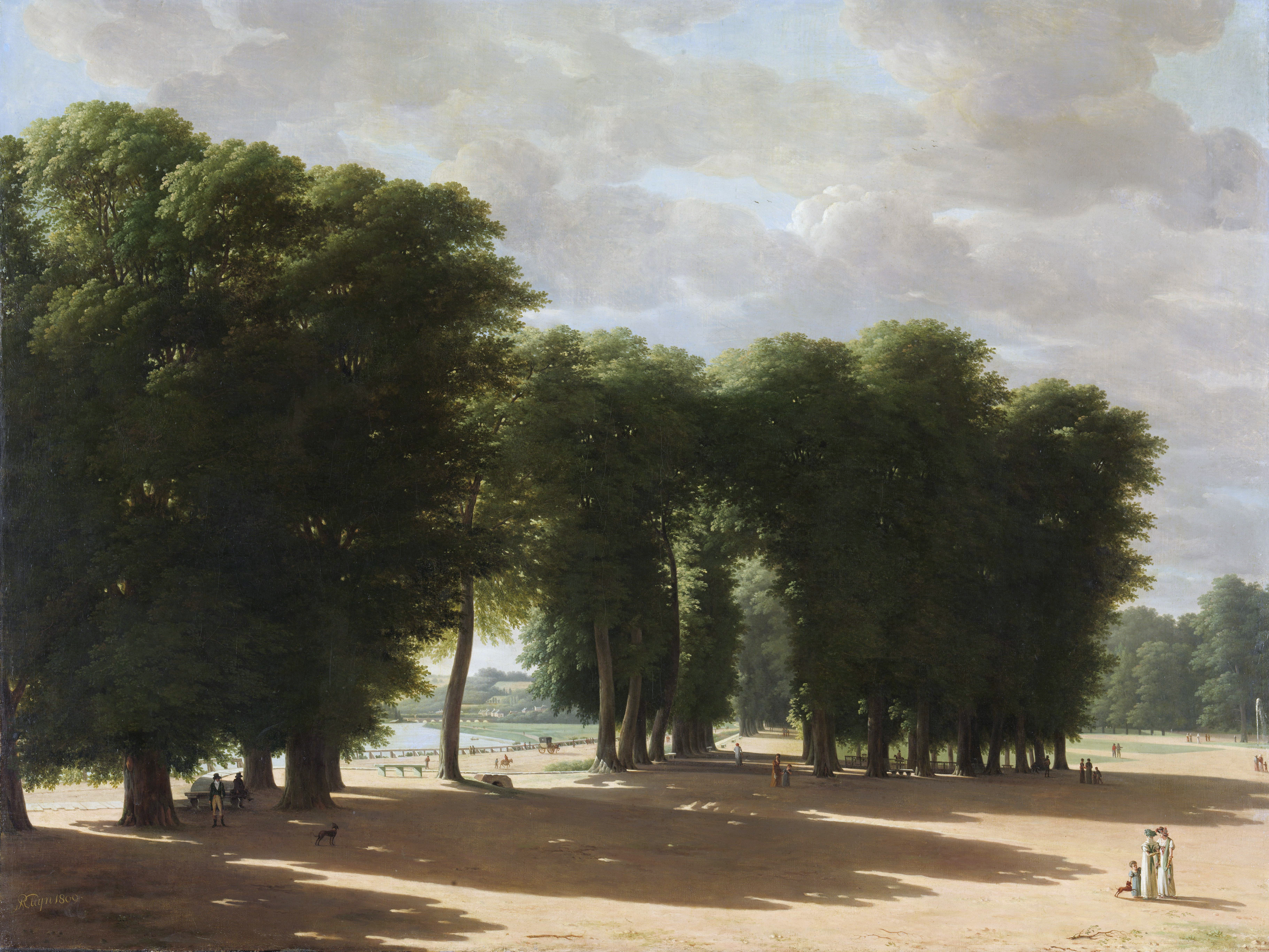
O parque, pintado por P. R. Kleyn, cerca de 1800.

O Château foi declarado bien national (bem nacional) e esvaziado pelas vendas revolucionárias. Foi no laranjal que o Golpe de Estado do 18 de brumário (10 de Novembro de 1799) se desenrolou, no qual o Directório foi suprimido e o Consulado declarado. Menos de cinco anos depois, Napoleão Bonaparte foi proclamado como Imperador dos Franceses em Saint-Cloud, no dia 18 de Maio de 1804.
Napoleão fez do Château Saint-Cloud a sua residência preferida e transformou o Salon de Vénus (Salão de Vénus) em sala do trono, da qual o palácio naturalmente carecia, mas nem ele nem os ocupantes que se seguiram fizeram muito mais pelo palácio do que trabalhos de decoração interior. Quando os prussianos capturaram o edifício em 1814, encontraram supostamente a obra "A Batalha de Alexandre em Issus", de Albrecht Altdorfer, suspensa na casa-de-banho do imperador. 
Foi mais uma vez em Saint-Cloud, na Galerie d'Apollon do Monsieur, que Napoleão III se investiu como Imperador dos Franceses, no dia 1 de Dezembro de 1852. Durante o Segundo Império, Napoleão III e a imperatriz Eugenie mantiveram Corte em Saint-Cloud na Primavera e no Outono. Napoleão III mandou demolir o laranjal em 1862 e Eugénia de Montijo transformou o quarto da Madame num salão ao estilo Luis XVI.
Em Saint-Cloud, Napoleão III declarou guerra à Prússia no dia 28 de Julho de 1870. Os cumes dominando Paris foram ocupados pelos prussianos durante o Cerco de Paris, que bombardeou a capital da França a partir dos campos do palácio. O contra-fogo vindo dos franceses atingiu o edifício, que se incendiou no dia 13 de Outubro de 1870. Muito do seu conteúdo fora removido pela Imperatriz depois de a guerra ter sido declarada. As desabrigadas paredes que permaneciam de pé foram finalmente demolidas em 1891. O frontão da ala direita do palácio, uma das partes do edifício que foram preservadas, foi comprado por Fernando I da Bulgária e integrado no seu Palácio de Euxinograd, na costa do Mar Negro.

## Século XX

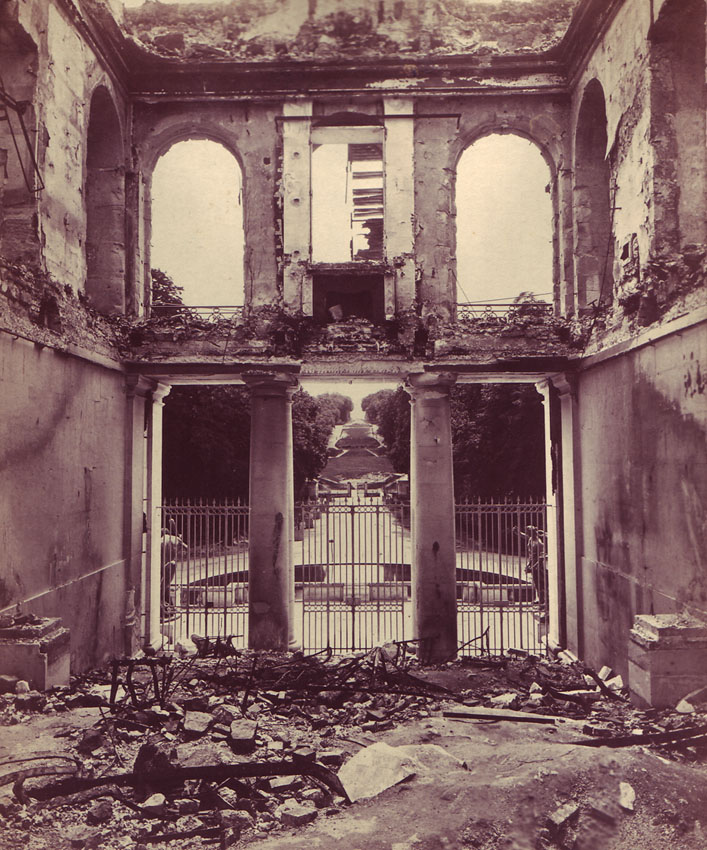
Ruínas do Château de Saint-Cloud (Adolphe Braun, 1871).

Actualmente, o parque de 460 hectares constitui o Domaine National de Saint-Cloud (Domínio Nacional de Saint-Cloud). Este inclui o jardim à la française (à francesa), desenhado por Le Nôtre, o jardim florido de Maria Antonieta (onde crescem rosas para o estado francês), um jardim à l'anglaise (à inglesa) da década de 1820 (o jardim Trocadéro), dez fontes e um ponto de vista de Paris conhecido como la lanterne porque uma lanterna era ali acesa quando Napoleão Bonaparte estava no palácio. Vários milhares de árvores do parque foram derrubadas ou mal tratadas por uma tempestade ocorrida no dia 26 de dezembro de 1999, mas os trabalhos de restauro continuam.
O Pavillon de Breteuil, um pavilhão de jardim de Saint-Cloud, ainda permanece erguido. Este pavilhão tem acolhido a Conferência Geral de Pesos e Medidas desde 1875.